# Communauté de communes de l'Est lyonnais
La Communauté de communes de l'Est lyonnais est une communauté de communes française, établissement public de coopération intercommunale qui regroupe huit communes du département du Rhône.
Toutes communes de l'Isère avant 1968, elles comportent notamment sur leur territoire l'aéroport de Lyon-Saint-Exupéry.

## Historique
Créée en 1993, elle regroupe alors les communes de Colombier-Saugnieu, Genas, Jons, Pusignan, Saint-Bonnet-de-Mure et Saint-Laurent-de-Mure. Initialement, la commune de Jons, bien que n'étant limitrophe d'aucune autre des communes adhérentes, avait tout de même pu y adhérer. Cependant, la continuité territoriale entre Jons et le reste de la communauté de communes a été assurée par une modification des limites des communes de Jons et Jonage intervenue par arrêté préfectoral le 28 février 2013.
Le 1er janvier 2013, les communes de Saint-Pierre-de-Chandieu et Toussieu ont rejoint la CCEL.

## Territoire

### Communes adhérentes
La communauté de communes est composée des 8 communes suivantes :

| Nom                        | Code Insee | Gentilé         | Superficie (km2) | Population (dernière pop. légale) | Densité (hab./km2) |
| -------------------------- | ---------- | --------------- | ---------------- | --------------------------------- | ------------------ |
| Colombier-Saugnieu (siège) | 69299      | Colombards      | 27,62            | 2 859 (2022)                      | 104                |
| Genas                      | 69277      | Genassiens      | 23,84            | 13 446 (2022)                     | 564                |
| Jons                       | 69280      | Jonsois         | 7,41             | 1 594 (2022)                      | 215                |
| Pusignan                   | 69285      | Pusignanais     | 13,04            | 4 145 (2022)                      | 318                |
| Saint-Bonnet-de-Mure       | 69287      | Murois          | 16,34            | 6 988 (2022)                      | 428                |
| Saint-Laurent-de-Mure      | 69288      | Laurentinois    | 18,63            | 5 651 (2022)                      | 303                |
| Saint-Pierre-de-Chandieu   | 69289      | Saint-Pierrards | 29,28            | 4 588 (2022)                      | 157                |
| Toussieu                   | 69298      | Toussillards    | 5,02             | 3 186 (2022)                      | 635                |

### Transports en commun
Au 31 août 2015, la desserte effectuée par le réseau Les cars du Rhône a été remplacée par celle du réseau TCL desservant principalement la métropole de Lyon.
Sytral Mobilités est l’autorité organisatrice des transports publics réguliers, des transports publics à la demande, des services de transports scolaires et de la liaison express Rhônexpress entre Lyon et l’aéroport et la gare Lyon-Saint Exupéry, sur le territoire de la CCEL.
Sytral Mobilités gère le réseau TCL qui dessert 73 communes, dont celles de la CCEL. Il élabore et met en œuvre la politique de transport de l’agglomération, réalise les investissements, détermine la politique tarifaire et les adaptations de l’offre de transport.
L'entreprise de transports Berthelet est mandatée par SYTRAL Mobilités pour exploiter le réseau TCL Est présent sur le territoire de la CCEL, rendre compte de l’exploitation, s’engager sur des objectifs annuels de recettes et l’assister dans son rôle de maître d’ouvrage.

## Administration
| Période                                  | Période      | Identité             | Étiquette | Qualité                                      |
| ---------------------------------------- | ------------ | -------------------- | --------- | -------------------------------------------- |
| 1994                                     | 1995         | Paul Pervangher      | DVD       | Maire de Genas (1969→1995 )                  |
| 1995                                     | 2001         | M. Bandet            |           |                                              |
| 2001                                     | 2007 (décès) | Didier Sondaz        | UMP       | Maire de Saint-Laurent-de-Mure (1989 → 2007) |
| 2007                                     | 2008         | Chantal Genthon      | MoDem     | Maire de Pusignan (1995 → 2008)              |
| 2008                                     | 2014         | Jean-Pierre Jourdain | UDI       | Maire de Saint-Bonnet-de-Mure (2001 → )      |
| 2014                                     | 2024         | Paul Vidal           | LR        | Maire de Toussieu (1995 → )                  |
| 2024                                     | En cours     | Daniel Valéro        | Horizons  | Maire de Genas (2008 → )                     |
| Les données manquantes sont à compléter. |              |                      |           |                                              |

### Siège
Son siège social est situé 40 rue de Norvège, aéroport Saint-Exupéry 69125 Colombier-Saugnieu[Quoi ?]

### Compétences
La CCEL exerce certaines compétences, conformément au Code Général des Collectivités Territoriales, qui œuvrent à améliorer le cadre de vie des habitants et à favoriser le développement économique :
- Aménagement du territoire,
- Développement économique,
- Voirie communautaire (travaux),
- Habitat,
- Protection et mise en valeur de l'environnement et du cadre de vie,
- Mobilité,
- Gestion des déchets,
- Infrastructures de recharge pour les véhicules électriques,
- Informatique dans les écoles élémentaires.

## Démographie
| 1968   | 1975   | 1982   | 1990   | 1999   | 2010   | 2015   | 2021   |
| ------ | ------ | ------ | ------ | ------ | ------ | ------ | ------ |
| 10 482 | 16 289 | 19 854 | 29 161 | 33 858 | 37 940 | 40 397 | 42 276 |